# Thymus eigii
Thymus eigii — вид рослин родини глухокропивові (Lamiaceae), ендемік східного Середземномор'я: Туреччини, Сирії, Лівану.

## Опис
Чагарничок, базальна частина деревна, діаметр до 2 см. Квіткові стебла тонкі 12–20 см, чотирикутні, волосисті по чотирьох кутах або з двох протилежних сторін зі слабкими волосками. Стеблові листки 14–18 × 2–4 мм, від вузько ланцетних до лінійно-ланцетних звужених до основи; масляні крапки непомітні, безбарвні; бокові жилки слабкі, краї плоскі, цілі або дрібнозубчасті.
Суцвіття головчасті, 2 × 2 см. Приквітки 17×8 мм, яйцюваті, загострені, з 4–5 парами блідих бічних жилок, часто пурпурні, голі або коротко волохаті, особливо уздовж жилок, краї війчасті до верхівки. Чашечка 6–7 мм, запушена, масляні крапки крихітні, безбарвні; трубка ±циліндрична, коротша за губи. Віночок трояндового забарвлення, до 10 мм.

## Поширення
Ендемік східного Середземномор'я: Туреччини, Сирії, Лівану.
Населяє маквіс, відкриті лісисті місцевості Pinus brutia на висотах 500–915 м.